# Norr-Nordtjärnen
Norr-Nordtjärnen är en sjö i Bergs kommun i Jämtland och ingår i Indalsälvens huvudavrinningsområde. Sjön har en area på 0,2 kvadratkilometer och ligger 419,3 meter över havet.

## Delavrinningsområde
Norr-Nordtjärnen ingår i det delavrinningsområde (695155-144118) som SMHI kallar för Utloppet av Norr-Nordtjärnen. Medelhöjden är 451 meter över havet och ytan är 10,06 kvadratkilometer. Det finns inga avrinningsområden uppströms utan avrinningsområdet är högsta punkten. Vattendraget som avvattnar avrinningsområdet har biflödesordning 3, vilket innebär att vattnet flödar genom totalt 3 vattendrag innan det når havet efter 305 kilometer. Avrinningsområdet består mestadels av skog (69 procent) och sankmarker (20 procent). Avrinningsområdet har 0,53 kvadratkilometer vattenytor vilket ger det en sjöprocent på 5,3 procent.